# Tomorrow Corporation
Tomorrow Corporation (МФА: [təˈmɒroʊ ˌkɔːrpəˈreɪʃn], «Томорроу Корпорейшн») — американская независимая студия по разработке видеоигр, основанная в 2010 году ветеранами отрасли — тремя выпускниками Центра технологий развлечений при Университете Карнеги–Меллона: Кайлом Габлером, Алланом Бломквистом и Кайлом Греем. Является подразделением Experimental Gameplay Group.
Габлер до этого был одним из основателей студии 2D Boy и выступал продюсером игры World of Goo, Бломквист работал над портом World of Goo на Wii и разрабатывал эмуляторы NES, а Грей известен как создатель и дизайнер игры под названием «Henry Hatsworth in the Puzzling Adventure» и бывший сотрудник EA Tiburon.

## История
Гэблер, Бломквист и Грей познакомились, будучи аспирантами Центра развлекательных технологий Университета Карнеги-Меллона, а затем работали в Electronic Arts. Гэблер и Бломквист сочли совместную работу в EA «неудачной» и решили разрабатывать игры независимо друг от друга. Гэблер основал 2D Boy и закончил создание World of Goo — прототипа игры, начатой им ещё в 2005 году в Университете Карнеги-Меллона. Бломквист продолжил работу над портом World of Goo («Мир тягучек») для Nintendo Wii, а Грей, присоединившись к команде позже, выступил ведущим дизайнером головоломки «Henry Hatsworth in the Puzzling Adventure».
В 2010 году, после завершения этих проектов, трио снова встретилось и решило основать Tomorrow Corporation. Студия выпустила свою первую игру Little Inferno («Маленькое пекло») в 2012 году. Их следующая игра Human Resource Machine («Машина управления человеческими ресурсами») была выпущена в октябре 2015 года, а ее продолжение 7 Billion Humans («7 миллиардов человек») — в августе 2018 года. В марте 2018 года они объявили, что их следующая игра будет называться Welcome to the Information Superhighway («Добро пожаловать на информационную супермагистраль»). В декабре 2021 года они выступили издателем компьютерной игры The Captain («Капитан»), разработанную шведской студией Sysiac Games. В августе 2024 года Tomorrow Corporation выпустила World of Goo 2.

## Experimental Gameplay Group
Experimental Gameplay Group — проект, созданный и поддерживаемый студией Tomorrow Corporation. Это инициатива (или, по заявлениям разработчиков, «философия») для быстрого прототипирования игр, чьи наработки легли в основу известных инди-хитов. Самостоятельным разработчиком или издателем EGG не является, однако посредством этой компании Tomorrow Corporation сотрудничает с другими разработчиками, например Sifteo Inc., известных своими интерактивными игровыми кубами «Sifteo Cubes»

## Игры
| Год  | Название               | Платформы                                                   | Заметки                           |
| ---- | ---------------------- | ----------------------------------------------------------- | --------------------------------- |
| 2008 | World of Goo           | Windows, Android, Nintendo Switch, Wii, iOS, Linux, MacOS   | Издано и разработано 2D Boy       |
| 2012 | Little Inferno         | Wii U, Windows, iOS, MacOS, Linux, Android, Nintendo Switch |                                   |
| 2015 | Human Resource Machine | Wii U, Windows, iOS, MacOS, Linux, Android, Nintendo Switch |                                   |
| 2018 | 7 Billion Humans       | Windows, Linux, iOS, MacOS, Nintendo Switch, Android        |                                   |
| 2021 | The Captain            | Windows, Linux, Nintendo Switch, MacOS                      | Издано и разработано Sysiac Games |
| 2024 | World of Goo 2         | Windows, Linux, Nintendo Switch, Android                    | Разработано совместно с 2D Boy    |
|      |                        |                                                             |                                   |